# آلفاگو زیرو
آلفاگو زیرو برنامه رایانه‌ای مبتنی بر هوش مصنوعی و توسعه داده شده توسط گوگل دیپ‌مایند است که توانست در کمتر از یک روز قدرتمندترین انجین شطرنج استوکفیش را شکست دهد روش کار این برنامه بدین صورت است که فقط حرکات مهره‌ها به وی آموزش داده شده و این برنامه پس از هر بار اشتباه آن را در بازی بعدی اصلاح و به اصطلاح به خود آموزش می‌دهد این نوع شیوه آنالیز که بسیار شبیه شیوه آنالیز انسان است در کنار توانایی پردازش میلیونها بیت دیتا به این برنامه قدرتی مخوف داده‌است.